# Jatirejo (Pasir Penyu)
Jatirejo is een bestuurslaag in het regentschap Indragiri Hulu van de provincie Riau, Indonesië. Jatirejo telt 1397 inwoners (volkstelling 2010).